# Eragrostis elongata
Eragrostis elongata là một loài thực vật có hoa trong họ Hòa thảo. Loài này được (Willd.) J.Jacq. mô tả khoa học đầu tiên năm 1813.